# LTV7
LTV7 est la seconde chaîne de télévision publique lettone du groupe de télévision public Latvijas Televīzija (LTV).

## Histoire de la chaîne
En parallèle du premier réseau de télévision diffusant Rīgas televīzijas centra depuis 1954, la République socialiste soviétique de Lettonie met en service en 1961, un second réseau de télévision relayant depuis Leningrad la Télévision centrale d'URSS. La chaîne diffuse régulièrement ses émissions en couleur au standard SÉCAM dès 1968. 
À la suite de la seconde indépendance du pays le 21 août 1991, le second programme de télévision de la Télévision centrale d'URSS cesse sa diffusion. Pour le remplacer, Latvijas Televīzija lance LTV2 en août 1991, seconde chaîne de télévision publique de la République de Lettonie diffusant ses programmes en letton et en russe. Comme toutes les autres chaînes lettones, LTV2 est diffusée dans une nouvelle norme de codage couleur PAL à partir du 2 février 1998. 
Le 1er janvier 2003, LTV2 est rebaptisée LTV7 avec un nouvel habillage et un slogan proclamant "Chaque jour est comme un jour férié".
LTV7 passe au format 16:9 le 15 janvier 2013 et sa diffusion se fait 24 heures sur 24 depuis le 1er juin 2013 afin d'offrir un programme plus dynamique pour tous les groupes de population. Dans la nuit, LTV7 rediffuse principalement les programmes les plus populaires de LTV.
Les autorités interdisent à LTV7 de diffuser des émissions russophones.

## Organisation

### Dirigeants
Directeur
- Oia Circene-Grosch

### Capital
LTV7 appartient à 100% à la compagnie nationale de télévision VB SIA Latvijas Televīzija.

## Programmes
LTV7 propose des programmes en langue lettone et russe et se destine en premier lieu aux jeunes adultes. Ainsi, la grille des programmes inclut de nombreuses émissions sportives (Sporta pārraide)  ainsi que des séries et films américains ou européens. LTV7 a également couvert les jeux olympiques de Pékin et diffuse ponctuellement des matchs de football de la FIFA.
LTV7 produit et diffuse également un journal télévisé en russe destiné à la minorité russophone de Lettonie.

## Diffusion
LTV7 est diffusée 24h/24 sur tous les supports en HD 576i et 1080i au format 16:9.

### Hertzien numérique
LTV7 est diffusée par Latvijas Valsts Radio un Televīzijas Centrs (LVRTC), dont le réseau d'émetteurs hertziens couvre l'ensemble du territoire de la Lettonie. La diffusion hertzienne de LTV7 se fait uniquement au format numérique DVB-T2 (MPEG-4) depuis le 1er mars 2010. 

### Câble
En tant que chaîne de télévision publique, LTV7 est incluse dans le package social de chaînes de télévision obligatoirement diffusées par tous les câblo-opérateurs en Lettonie. 

### Satellite
LTV7 est diffusée par le satellite Sirius dans le cadre du bouquet satellite Viasat. Cryptée en videoguard, la chaîne ne peut être reçue qu'en Scandinavie et dans les Pays baltes.